# Челябинск-Сити
«Челя́бинск-Си́ти» — 23-этажное здание делового центра в Челябинске, расположенное в середине пешеходной улицы Кировка в центре города у площади Революции. Небоскрёб был построен в 2007 году, и с тех пор является самым высоким зданием в Челябинске, его высота со шпилем достигает 111 метров, а без шпиля — 86 метров. Адрес: улица Кирова, 159.
«Челябинск-Сити» имеет офисные площади класса А. Нахождение небоскрёба в окружении исторической среды пешеходной улицы вызывает различные мнения среди городской общественности и является объектом для дискуссий .

## История

### Предыстория и проектирование
На месте «Челябинск-Сити» в прошлом был кинотеатр «Октябрь», построенный в 1942 году. К концу своего существования здание кинотеатра стало ветхим, и в итоге оно было снесено в 1986 году. На месте снесённого кинотеатра планировалось построить музей имени Сергея Герасимова, но из-за появившихся финансовых проблем в стране в период перестройки проект не был реализован, и в 1990-е годы место представляло собой пустырь.
В 1996 году у компании ПКО «ЧелСИ» (тогда ООО «Регионснабсбыт») возникла идея постройки небоскрёбов в Челябинске. Идея заключалась в том, чтобы привлечь крупные зарубежные компании в город, для чего требовался комплекс, удовлетворяющий международным требованиям в плане обеспечения комфорта.
В 1999 году челябинским архитектором Николаем Семейкиным был создан проект застройки под названием «Три богатыря». Проект включал в себя архитектурный комплекс из трёх одинаковых зданий, которые должны были располагаться на улицах Кирова, Карла Маркса и Цвиллинга. Однако после тщательного рассмотрения проекта и ряда обсуждений было предложено оставить только одно здание, так как на три небоскрёба не хватило площади, а их близкое расположение было бы чрезмерным.
Инвестором проекта выступила компания ООО «Регионснабсбыт», которая в 2002 году получила земельный участок под строительство. В 2003 году компания приняла проект Николая Семейкина, а разработкой концепции и проекта комплекса в целом занималась компания London Consulting & Management Company.

### Строительство и открытие
1 апреля 2004 года был начаты работы с котлованом, а к концу 2006 года была достигнута архитектурная высота. В октябре 2006 года банк «Райффайзенбанк» выдал компании-застройщику «ЧелСИ» кредит на 1,2 млрд рублей для финансирования строительства здания. В феврале 2007 года был установлен шпиль, к маю того же года были проведены строительно-монтажные и пусконаладочные работы по установке инженерных систем. К концу 2007 года работы по строительству здания были завершены, 24 декабря 2007 года небоскрёб был введён в эксплуатацию.
Официальное открытие состоялось 25 марта 2008 года, хотя первоначальное открытие комплекса планировалось на первый квартал 2007 года. Причинами задержки являлись процесс перепроектировки, а также требование от администрации города к парковке комплекса, заключавшееся в увеличении её площади в два раза от первоначального плана.
Стоимость строительства «Челябинск-Сити» составила 2 миллиарда рублей, из которых 1,2 миллиарда — кредитные деньги, а остальное — собственные средства компании.

### Судебные тяжбы и смены собственников
Небоскрёб с момента постройки был во владении компании ООО «Регионснабсбыт», принадлежащей предпринимателю и бывшему депутату (IV—VII созывы в 2005—2020 годах) Законодательного собрания Челябинской области Юрию Карликанову. В 2012 году здание было продано кипрской компании Interrocks Ventures Limited, аффилированной, по мнению заявителей в суде, с Юрием Карликановым. В 2016 году здание было куплено компанией ООО «Бизнес-Актив», которая до 2015 года на 100 % принадлежала компании АО «Южуралзолото Группа Компаний» («ЮГК») Константина Струкова. В 2019 году здание перешло от ООО «Бизнес-Актив» в собственность к АО «ЮГК».
В 2014 году ООО «Регионснабсбыт» было признано банкротом, а компания «Южуралтранс», являвшаяся одним из её кредиторов, в марте 2019 года обратилась в Арбитражный суд Челябинской области с целью аннулировать сделки с продажами небоскрёба. По мнению истца, из-за данных сделок из конкурсной массы выведено около миллиарда рублей в виде стоимости небоскрёба, которой можно было оплатить задолженность перед всеми кредиторами. Также, по мнению истца, банкротству могли способствовать отчуждение собственности и неуплата налогов после оформления сделки. В качестве аргументов про недействительность сделок истец заявлял о способе оплаты сделок при помощи векселей и сомнении в добросовестности приобретателя. В июле 2020 года Восемнадцатый Арбитражный апелляционный суд отказал в удовлетворении апелляционной жалобы кредитора, все требования кредиторов были отклонены, привлечению Карликанова к ответственности было отказано.
15 июля 2025 года деловой центр перешёл в собственность государству после того, как 11 июля Советский районный суд Челябинска удовлетворил иск Генеральной прокуратуры РФ о национализации АО «ЮГК» по причине того, что Константин Струков, используя свои должности и положение в органах государственной власти, незаконно получил контроль над АО «ЮГК». 

## Особенности

### Технические данные и высота
Здание построено из монолитного железобетона, его общая площадь составляет 30 855 м². При строительстве использовались зеркальные стеклопакеты с голубым оттенком, изготовленные бельгийской компанией Glaverbel, площадь остекления составляет 8 тысяч м². Стиль небоскрёба — неоконструктивизм.
Высота 23-этажного здания без шпиля составляет 86 метров, а 25-метровый шпиль делает общую высоту в 111 метров. При завершении строительства в 2007 году «Челябинск-Сити» стал самым высоким зданием Челябинска, перехватив статус у главного учебного корпуса Южно-Уральского государственного университета, ставшего самым высоким зданием в 2003 году после надстройки первоначального семиэтажного корпуса до 18 этажей в 1999—2003 годах. Также «Челябинск-Сити» стал первым зданием в Челябинске, высота которого перешагнула 100 метров. До 2010 года «Челябинск-Сити» являлся самым высоким зданием Уральского федерального округа, когда титул достался жилому комплексу «Февральская революция» высотой 140 метров из Екатеринбурга.
К деловому центру «Челябинск-Сити» предлагается многоярусная парковка на 450 мест.

### Инфраструктура и внутреннее использование
| Поэтажный план | Поэтажный план                |
| Этаж           | Назначение                    |
| -------------- | ----------------------------- |
| 23             | Смотровая площадка, котельная |
| 22             | Управляющая компания          |
| 19—21          | Отель                         |
| 3—18           | Офисные помещения             |
| 4              | Ресторанный комплекс          |
| 3              | Торговые помещения            |
| 2              | Конгресс-холл                 |
| 1              | Ресепшн офисов и ресторан     |

На 1 этаже располагаются ресепшен офисов и ресторан, на 2 этаже находится конгресс-холл. 3 этаж занимают торговые помещения, а 4 этаж — ресторанный комплекс. 3 по 18 этажи предназначены для офисных помещений. На 19-21 этажах находится отель, на 22 этаже — управляющая компания. 23 этаж используется как смотровая площадка. На 23 этаже установлена котельная Viessmann мощностью 3 МВт.
При открытии деловой центр был снабжён развитой инфраструктурой связи: 2000 телефонных портов и 1000 портов сети передачи данных, высокоскоростной канал передачи данных внутри здания до 1 гбит/с и высокоскоростной доступ в Интернет до 2 Гбит/с, различные услуги телефонной связи с интеграцией цифровых услуг (сервис сети ISDN). При создании инфраструктуры были использованы услуги следующих компаний: Avaya — телефонная сеть, Lucent и Cisco — сети передачи данных, Kone — кроссовое оборудование. На данный момент услуги телефонной связи и Интернета предоставляют компании Orange Business Services и ПАО «Мегафон».

### Освещение
В 2017 году компанией ООО «Технология света» было установлено освещение фасада, осуществляющееся при помощи 10 тысяч светильников. Данная технология позволила транслировать различные динамичные световые картины. В День России 12 июня фасад транслировал российский триколор, а в преддверии Дня памяти и скорби 22 июня фасад окрашивался иллюминацией в виде горящей свечи. Перед наступлением Нового года башню украшала иллюминация в виде шагающего снеговика, а в Международный день недоношенных детей 17 ноября в знак солидарности фасад окрашивался в фиолетовый цвет, являющийся цветом Европейского фонда заботы о новорождённых пациентах. Башня ежегодно участвует в акции «Час Земли» и отключает подсветку на время проведения акции.

## Критика
Определённая часть жителей и некоторые общественные деятели критикуют «Челябинск-Сити» за то, что оно не вписывается в окружающий ландшафт и портит панораму улицы. Челябинская газета «Слово» охарактеризовала небоскрёб как самое противоречивое с эстетической точки зрения здание в Челябинске.
Главный архитектор Челябинска Павел Крутолапов в 2021 году высказал мнение, что при выборе места небоскрёба не был учтён исторический контекст, в результате чего здание наносит ущерб историческому ландшафту территории, положительное мнение было высказано архитектурной подсветке здания. Журналист Илья Варламов также негативно отметил нахождение небоскрёба среди исторической застройки. Архитектор из Санкт-Петербурга Гавриил Малышев высказал мнение, что постройка небоскрёба являлась попыткой копировать «западную» среду, чтобы приблизиться к той среде, что выразилось в строительстве схожих зданий. Челябинский краевед Юрий Латышев назвал здание неинтересным, бездарным и скучным, присоединившись к критике по неудачному расположению небоскрёба среди исторической застройки, и добавив, что строительство здания было нарушением генерального плана города. В народе «Челябинск-Сити» имеет прозвище «изолента», а краевед Латышев высказал более радикальное описание — «синяя дура».
Бывший главный архитектор Челябинска Николай Ющенко в 2008 году положительно высказывался об архитектуре здания, что, по его мнению, оно хорошо смотрится со стороны реки, задавая городской масштаб, а полнота масштаба не раскрылась из-за нереализации всего проекта «Три богатыря», включавшего постройку трёх небоскрёбов.

## Галерея

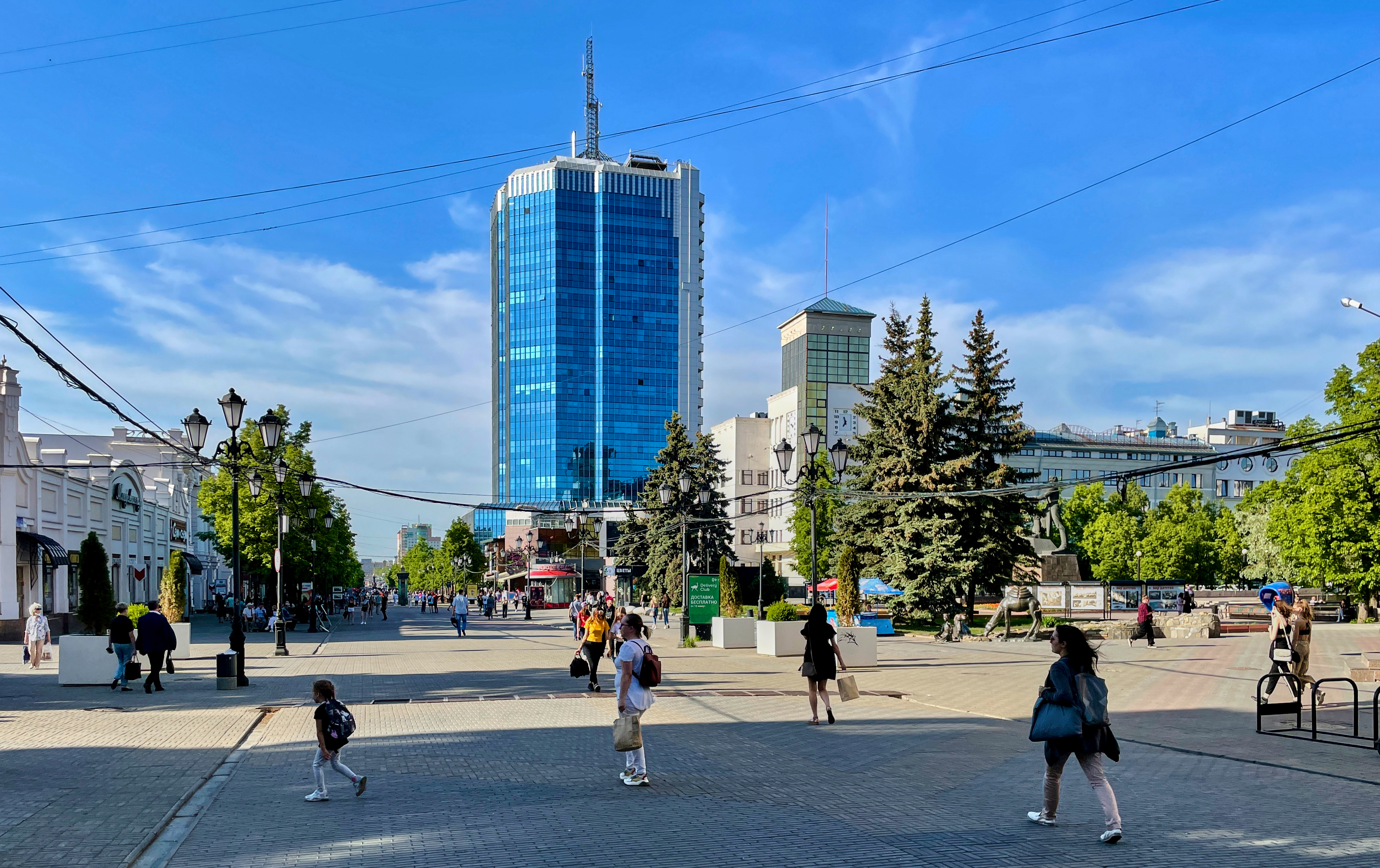
Вид со стороны входа на Кировку
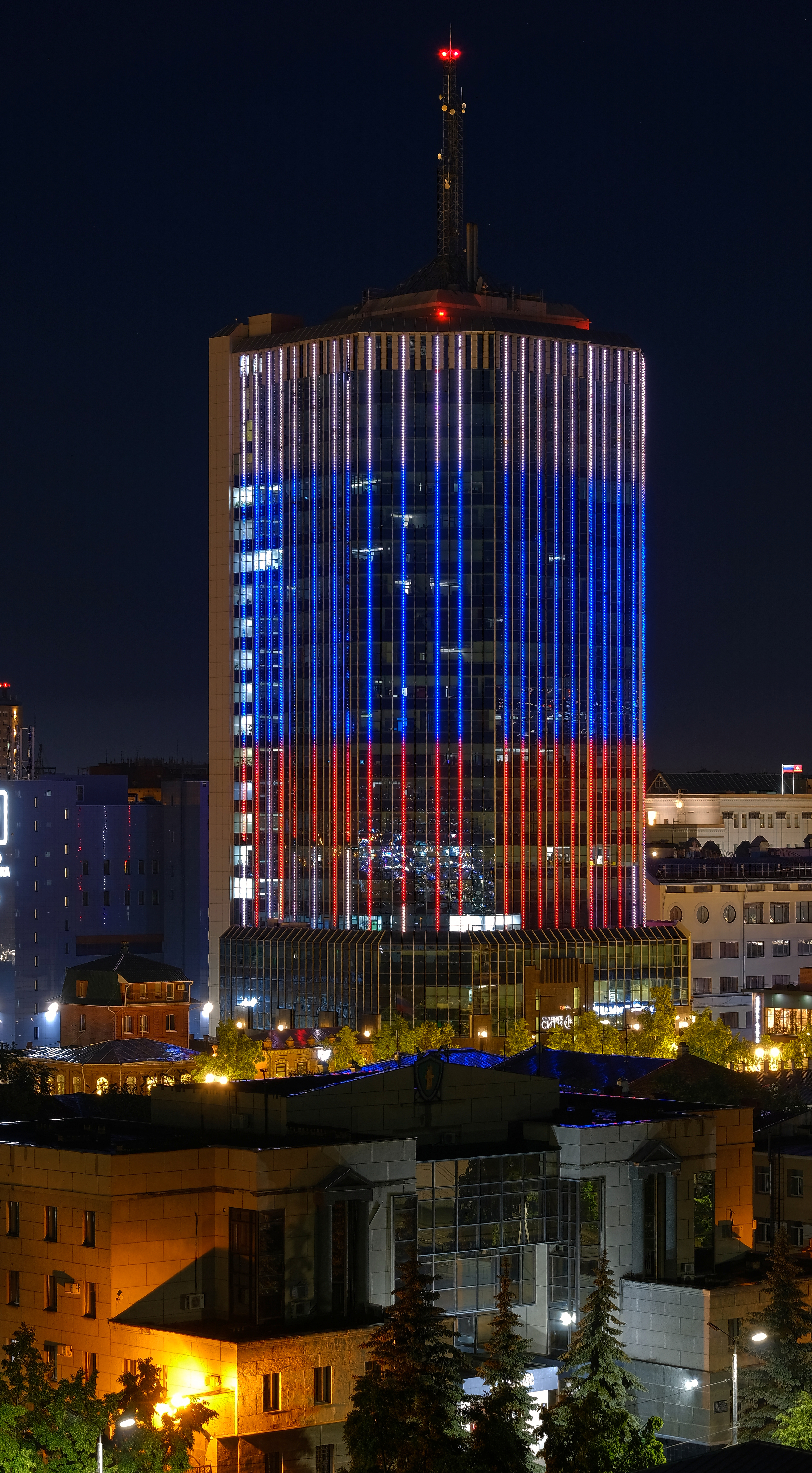
Ночной вид
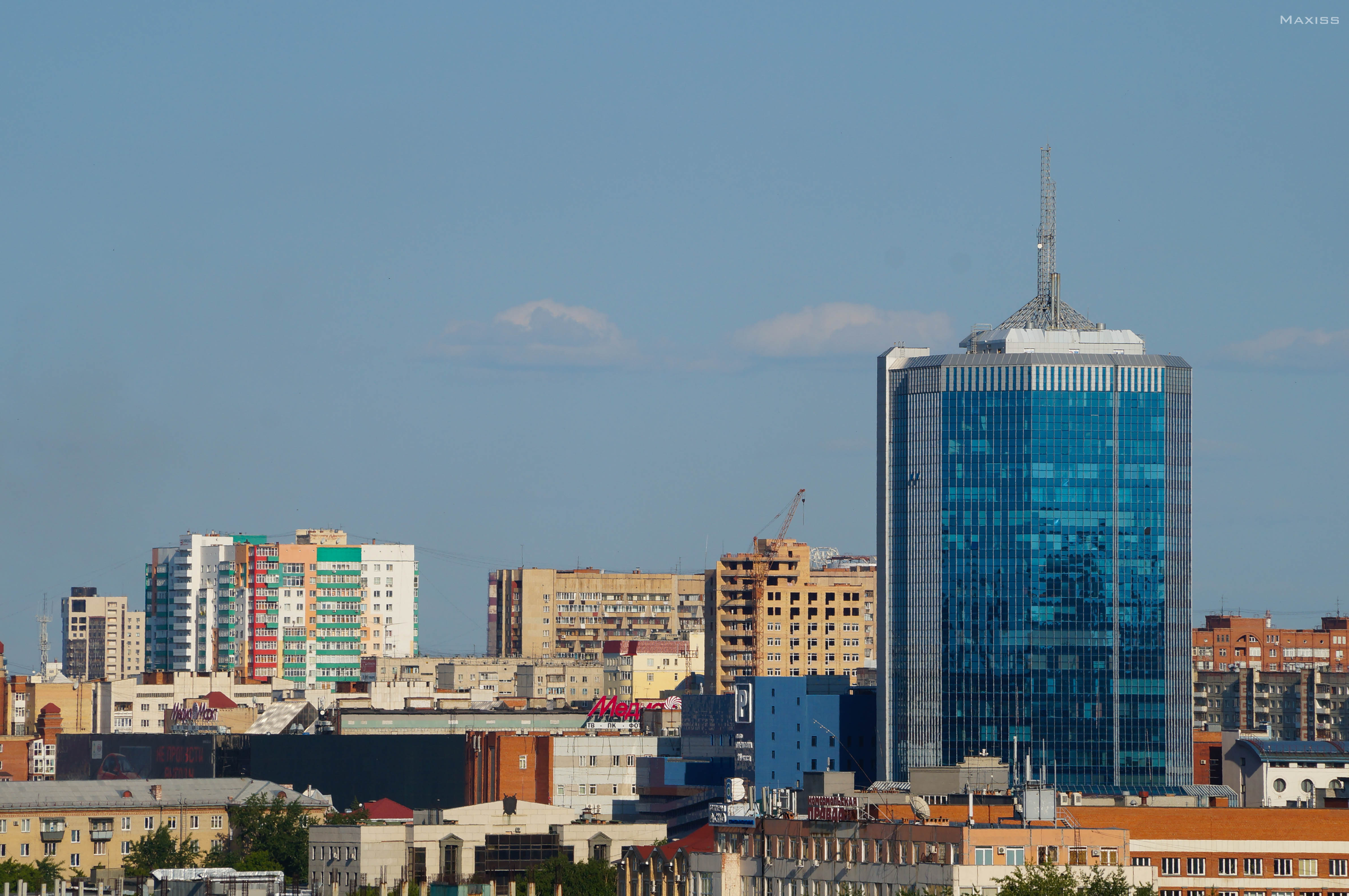
На панораме города
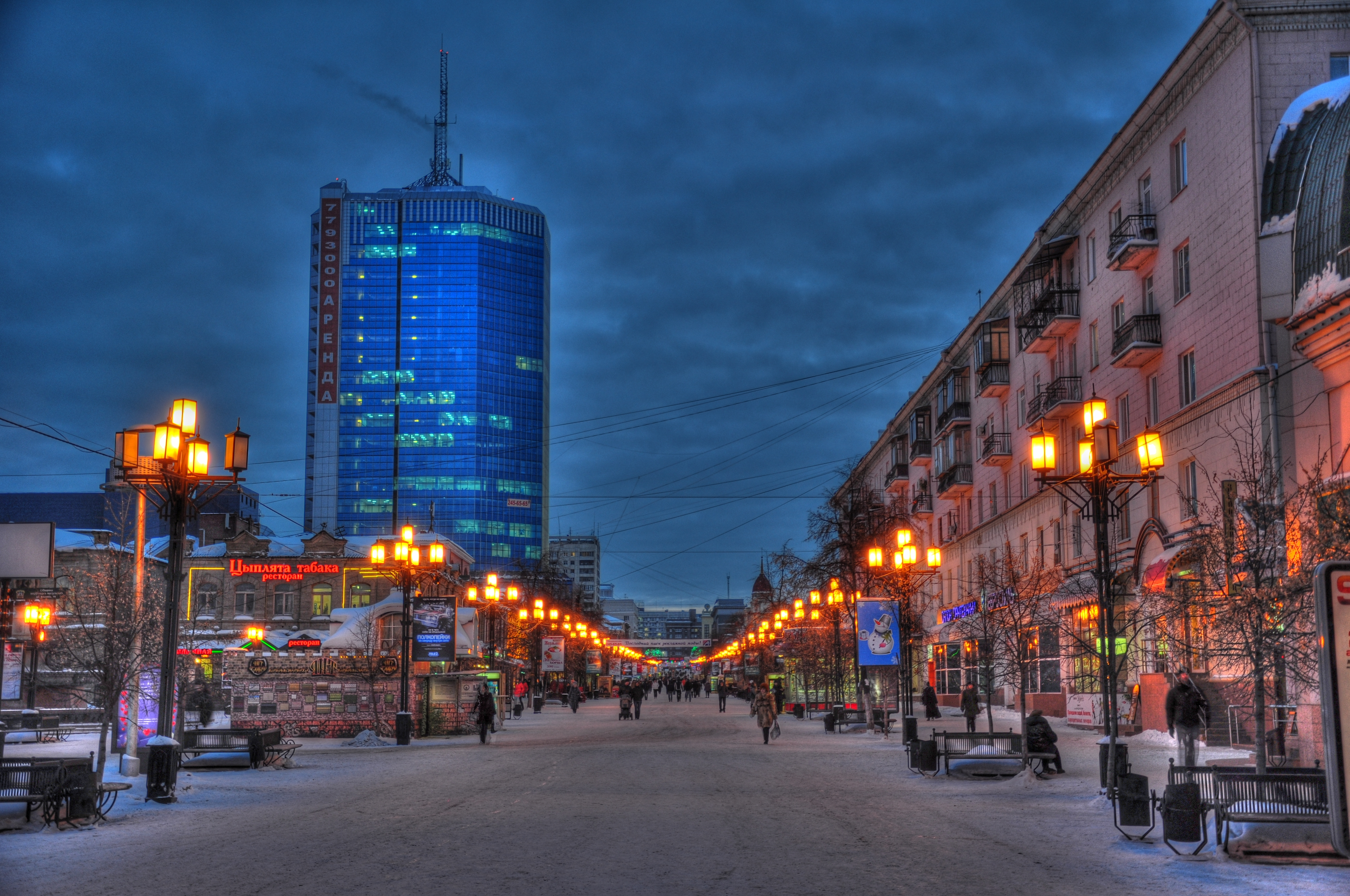
Вид с улицы Труда
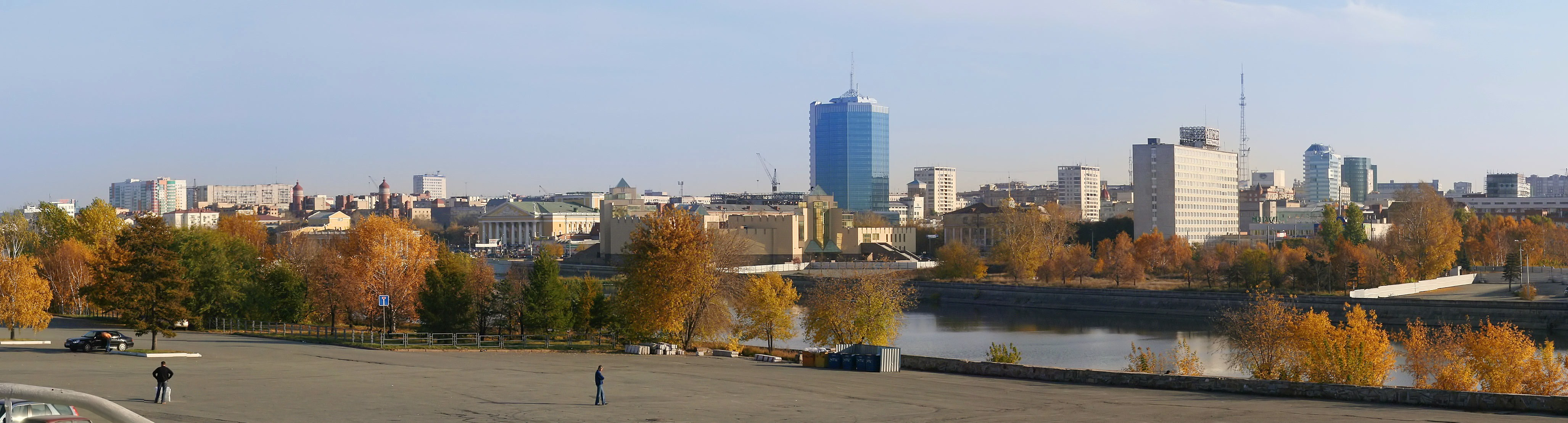
Вид с берега реки Миасс